# Cladomyza acutata
Cladomyza acutata är en tvåhjärtbladig växtart som först beskrevs av Pilger, och fick sitt nu gällande namn av Danser. Cladomyza acutata ingår i släktet Cladomyza och familjen Amphorogynaceae. Inga underarter finns listade i Catalogue of Life.